# Lacrings
Els lacrings o també lacringis (en llatí lacringi) eren un poble possiblement germànic que va participar en les Guerres Marcomanes en temps de Marc Aureli. En parlen Juli Capitolí, Cassi Dió i Pere Patrici el Mestre.
Estaven assentats a Dàcia o potser a la frontera de Dàcia i eren aliats dels asdings (asdingi) i els buris (buri). Els asdings van creuar el Danubi per demanar terres a l'emperador però la petició no va ser atesa. Llavors els asdings van començar a saquejar Dàcia i van amenaçar als seus aliats lacrings però aquests els van atacar i els van derrotar; llavors els lacrings van acordar una aliança amb Roma.